# Ned Young
Ned Young eredeti nevén Edward Young (Saint Kitts, 1766. k. – Pitcairn-szigetek, 1800. december 25.) angol tengerész, a Bounty lázadóinak egyike, a pitcairni közösség egyik alapítója John Adams-szel egyetemben.

## Fiatalkora
Young volt az egyetlen a Bounty legénységéből, aki nem Angliában született. Egy Saint Kitts szigetén élő brit kolonista család gyermekeként látta meg a napvilágot. Bár a jelek szerint szegény családban nőtt fel, ám járt iskolába. 1787-ben ő is csatlakozott a William Bligh és Fletcher Christian vezette Bountyhoz, amely elhajózott Tahitira.

## Young szerepe a lázadásban
Young a lázadás kitörésekor épp aludt. Amikor Fletcher átvette a hajó feletti irányítást, akkor Bligh-t és számos hozzá hű embert kiraktak egy csónakba. Young valójában nem pártolta a lázadókat, de nem mert Bligh mellé beszállni, akihez legalább a legénység fele csatlakozott, ezért a csónakjuk igen megtelt. Emiatt Young kényszerből hitet tett Christian mellett, s kijelentette, hogy nem akar többet Angliába visszamenni. Blighnak valóban viszontagságos volt az útja, ugyanis 40 napig volt kénytelen embereivel hajózni a portugál kézen levő Timorig.
Christian visszahajózott Tahitira, ahol jó néhány lázadó kiszállt. Christian úgy döntött, hogy felkeres egy távolabbi lakatlan szigetet, ahol megtelepedhet embereivel. Young ezúttal is vele maradt, mivel nem érezte magát biztonságban Tahitin. Az angol flotta számított is arra, hogy a lázadók Tahitin lesznek, ezért oda küldte a kegyetlen Edward Edwards kapitányt, akinek sikerült kézrekerítenie a Tahitin maradt lázadókat (a helybeliek többsége nem szimpatizált a lázadókkal, ráadásul több tahiti férfit és nőt Christianék erőszakkal magukkal vittek).
Christianék végül a Pitcairn-szigeteken találtak alkalmas helyet a letelepedésre.

## Young a Pitcairn-szigeteken
A lázadók élete a Pitcairn-szigeten eleinte zavartalan volt. A Bountyt elsüllyesztették a sziget egyik öblében, hogy senki se tudjon vele elmenekülni. Mindenesetre a nyugodt élet valójában a fehér tengerészeknek volt jó. A tahiti férfiakat szolgáknak tekintették és dolgoztatták őket, hogy ők szerezzék be nekik az élelmet. Christian és emberei rendelkeztek a hajó alkoholkészlete felett, amelyre a tahiti férfiak is rákaptak, de csak ritkán férhettek hozzá. Young felügyelete alá tartozott az alkoholkészlet. A nők mind a fehérek tulajdonát képezték.
1793 októberében viszont a tahiti férfiak fellázadtak Christianék ellen és részesedést követeltek maguknak a szeszből (amelyből már amúgy is kevés volt), illetve a nők felett is osztozkodni akartak. A tahiti férfiak összecsaptak a fehérekkel és megölték Christiant, valamint négy másik fehér tengerészt. Young ezúttal sem volt jelen a csetepaténál, hanem aludt a többiekkel. A meghalt lázadók tahiti asszonyai bosszúból megölték a gyilkosságokat elkövető honfitársaikat. Az egyikük, egy Neho nevezetű tahiti férfi megölésénél maga Young is segédkezett.
Youngon kívül életben maradt Matthew Quintal, William McCoy és John Adams. Young és Adams vezették ezután a szigetet. Egyes források szerint Young lett a Pitcairn vezetője, más források szerint viszont egyenlően osztozott a hatalmon Adams-szel. Az asszonyok és a gyermekek körében nagy tisztelet övezte őket, mivel a többiekkel ellentétben becsületesek és mértékletesek voltak. Quintal és McCoy azonban elzüllöttek, ugyanis utóbbi később épített egy lepárlót, ahol szeszt kezdett főzni. Mivel megfelelő szakértelem híján volt, az általa előállított pálinkaféle túl erősre sikeredett a magas alkoholtartalma miatt, emiatt ő és Quintal rendkívül berúgott.
McCoy részegen leesett egy szikláról és meghalt. Quintal ezután olyan sokat ivott, hogy teljesen elborult az elméje. Társai életét fenyegette már, amikor Young és Adams megölték.
A század végére Young és Adams maradtak az utolsó élő lázadói a Bountynak. Young és Adams levonták az utóbbi évek tanulságát és lebontották McCoy pálinkafőzdéjét. Helyette gyümölcsöskertet ültettek, s magukhoz vették az elhunyt férfiak gyermekeit, akiket keresztény szellemiségben neveltek. Young egy angol nyelvű Szentírást használt az oktatáshoz, amely a hajó könyvei között volt. Young tanította meg az analfabéta Adamset az írásra olvasásra, ahogy a többieket.

## Halála és emléke
1799-ben már jelentkeztek nála az asztma tünetei, s a következő esztendőben meg is halt. Utolsó éveit mély vallásosságban töltötte. Adams még majdnem három évtizedig élt, s kegyelmet kapott, így ő is békében fejezhette be életét. Young és Adams öröksége egy normális emberi közösség lett a Pitcairn-szigeteken. Tahiti feleségétől összesen hét gyermeke (5 fiú és 2 lány) született. Leszármazottai ma is a szigeteken élnek, míg egyes leszármazottak áttelepedtek a Norfolk-szigetre.